# IC 1101
IC 1101 è una galassia nella costellazione della Vergine.
Appartiene all'ammasso di galassie Abell 2029; si tratta della più grande galassia conosciuta, con un diametro di circa 6 milioni di anni luce (circa 57/60 volte la Via Lattea), occuperebbe per poco più della metà il nostro Gruppo Locale; al suo centro si trova un buco nero supermassiccio la cui massa è stimata sui 100 miliardi di masse solari. La sua grande distanza però (oltre 1 miliardo di anni luce) fa sì che la sua luminosità apparente non sia elevata: si mostra a noi come una macchia luminosa di magnitudine 14, ossia invisibile del tutto a telescopi con aperture inferiori ai 250 mm. La sua morfologia sarebbe a metà strada tra il tipo ellittico (E) e quello lenticolare (S0), ossia piatto, ma senza presenza di struttura a spirale.

## Galleria d'immagini

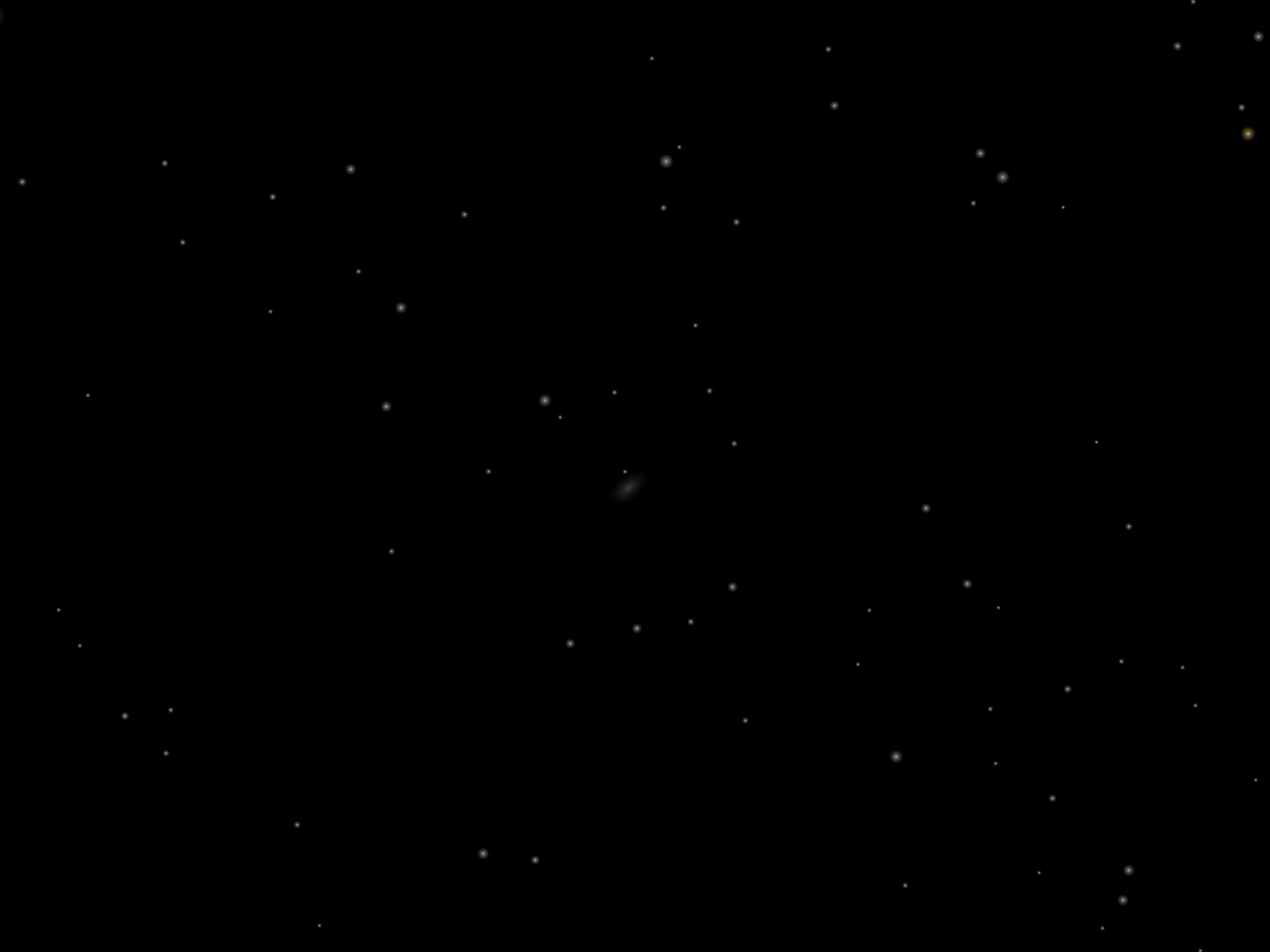
IC 1101 ripresa con un telescopio amatoriale
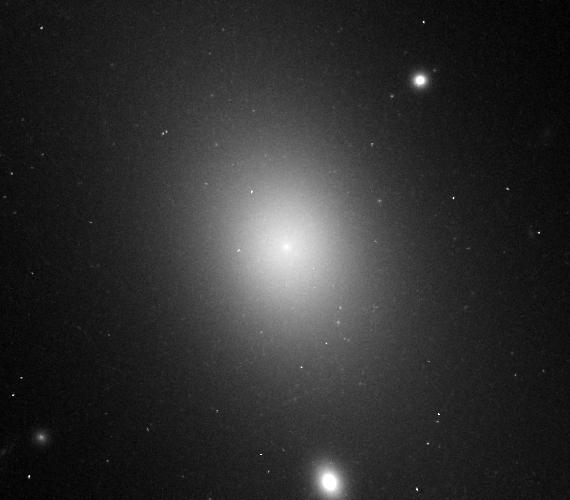
IC 1101 (Telescopio spaziale Hubble)